# コール・キース
コール・キース（Cole Keith、1997年5月7日 - ）は、メジャーリーグラグビー、ニューイングランド・フリージャックスに所属するラグビー選手。

## プロフィール
- カナダ・ニューブランズウィック州セントジョン出身。
- ポジションはプロップ(PR)。
- 身長 183cm、体重 116kg
- U20カナダ代表に選ばれたことがある[1]。
- カナダ代表キャップは16（2021年2月現在）でラグビーワールドカップ2019のカナダ代表に選ばれた[2]。

## 略歴
アトランティックロックを経て、2019年、トロント・アローズに加入。 
2022年、ニューイングランド・フリージャックスに加入。 